# Шовагович-Деспот, Аня
Аня Шовагович-Деспот (хорв. Anja Šovagović-Despot; род. 25 марта 1963, Загреб, СФР Югославия) — хорватская актриса театра и кино.

## Биография
Аня Шовагович родилась в 1963 году в семье одного из самых известных актеров Хорватии Фабияна Шоваговича. С раннего возраста мечтала стать актрисой. После окончания школы училась в Академии драматического искусства в Загребе. В 1981 году вместе с режиссером Крешимиром Доленчичем основала театральную группу «Лифт». Через два года присоединилась к Златка Витеза и его театральной компании под названием «Histrion». В 1986 году окончательно осела в Городском драматическом театре Гавелла.
Замужем за актером Драганом Деспотом. У супругов двое детей. Является поклонницей Хорватского демократического союза.